# پرنیان
پرنیان به نوعی پارچه ابریشمی گفته می‌شد که در زمان‌های دور در چین تولید می‌شد. این نوع پارچه رنگارنگ و دارای نقوش بسیار گل و پرندگان بوده است.
«پرنیان» در ایران نامی زنانه است.